# Guadalcanaria inexpectata
Guadalcanaria inexpectata là một loài chim trong họ Meliphagidae.